# Olga Zadinová
Olga Zadinová (16 de abril de 1985) es una árbitra de fútbol checa internacional FIFA desde el 2011, dirige los partidos de la Liga de Fútbol de Bohemia, la tercera división del fútbol checho.

## Torneos de selecciones
Ha arbitrado en los siguientes torneos de selecciones nacionales:
- Clasificatorios al Campeonato Europeo Femenino Sub-17 de la UEFA 2011-12
- Clasificatorios y Fase Final del Campeonato Europeo Femenino Sub-19 de la UEFA 2013
- Clasificación de UEFA para la Copa Mundial Femenina de Fútbol de 2015
- Clasificatorios al Campeonato Europeo Femenino Sub-19 de la UEFA 2015
- Clasificación para la Eurocopa Femenina 2017
- Copa Mundial Femenina de Fútbol Sub-17 de 2016 en Jordania[2]
- Clasificación de UEFA para la Copa Mundial Femenina de Fútbol de 2019
- Copa de Algarve 2020
- Clasificación para la Eurocopa Femenina 2021

## Torneos de clubes
Ha arbitrado en los siguientes torneos internacionales de clubes:
- Liga de Campeones Femenina de la UEFA